# The 'US' Tour
The US Tour fue una gira por Norteamérica del músico británico Paul McCartney, ofrecida en otoño de 2005 como medio de promoción del álbum de estudio Chaos and Creation in the Backyard.
Paul McCartney fue respaldado en la gira por su banda habitual desde la gira Back In The World Tour: Paul "Wix" Wickens, Brian Ray, Rusty Anderson y Abe Laboriel Jr.. Su exesposa Heather Mills y su hija Beatrice siguieron a McCartney durante la gira en todos los conciertos.
Aunque no fue publicado ningún álbum en directo de la gira, varios conciertos fueron grabados para la edición de un especial televisivo emitido por A&E Network y posteriormente publicado en el DVD The Space Within Us. Las empresas Lexus y Fidelity Investments fueron los principales promotores de la gira.
Previo a cada concierto, el DJ Freelance Hellraiser interpretó varias remezclas de canciones de McCartney, posteriormente publicadas bajo el seudónimo de Twin Freaks en el álbum homónimo.

## Personal
- Paul McCartney: voz, bajo, guitarra acústica y eléctrica y piano
- Brian Ray: guitarra acústica y eléctrica, bajo y coros
- Rusty Anderson: guitarra acústica y eléctrica y coros
- Paul "Wix" Wickens: teclados, acordeón, guitarra acústica y eléctrica, armónica y coros
- Abe Laboriel, Jr.: batería y coros

## Fechas
- 16/09/2005  American Airlines Arena - Miami, Florida[1]
- 17/09/2005  St. Pete Times Forum - Tampa, Florida
- 20/09/2005  Philips Arena - Atlanta, Georgia
- 22/09/2005  Wachovia Center - Filadelfia, Pensilvania
- 23/09/2005  Wachovia Center - Filadelfia, Pensilvania
- 26/09/2005  TD Banknorth Garden - Boston, Massachusetts
- 27/09/2005  TD Banknorth Garden - Boston, Massachusetts
- 30/09/2005  Madison Square Garden - Nueva York
- 01/10/2005  Madison Square Garden - Nueva York
- 04/10/2005  Madison Square Garden - Nueva York
- 05/10/2005  Madison Square Garden - Nueva York
- 08/10/2005  MCI Center - Washington D. C.
- 10/10/2005  Air Canada Centre - Toronto, Ontario
- 14/10/2005  The Palace of Auburn Hills - Detroit, Míchigan
- 15/10/2005  The Palace of Auburn Hills - Detroit, Míchigan
- 18/10/2005  United Center - Chicago, Illinois
- 19/10/2005  United Center - Chicago, Illinois
- 22/10/2005  Value City Arena - Columbus, Ohio
- 23/10/2005  Bradley Center - Milwaukee, Wisconsin
- 26/10/2005  Xcel Energy Center - St. Paul, Minnesota
- 27/10/2005  Wells Fargo Arena - Des Moines, Iowa
- 30/10/2005  Qwest Center - Omaha, Nebraska
- 01/11/2005  Pepsi Center - Denver, Colorado
- 03/11/2005  KeyArena - Seattle, Washington
- 04/11/2005  Rose Garden - Portland, Oregón
- 07/11/2005  HP Pavilion - San José, California
- 08/11/2005  HP Pavilion - San José, California
- 11/11/2005  Arrowhead Pond - Anaheim, California
- 12/11/2005  Arrowhead Pond - Anaheim, California
- 16/11/2005  ARCO Arena - Sacremento, California
- 19/11/2005  Toyota Center - Houston, Texas
- 20/11/2005  American Airlines Center - Dallas, Texas
- 23/11/2005  Glendale Arena - Phoenix, Arizona
- 25/11/2005  MGM Grand Garden Arena - Las Vegas, Nevada
- 26/11/2005  MGM Grand Garden Arena - Las Vegas, Nevada
- 29/11/2005  Staples Center - Los Ángeles, California
- 30/11/2005  Staples Center - Los Ángeles, California

## Lista de canciones
1. "Magical Mystery Tour"[2]
2. "Flaming Pie"
3. "Jet"
4. "I'll Get You"
5. "Drive My Car"
6. "Till There Was You"
7. "Let Me Roll It"
8. "Got to Get You into My Life"
9. "Fine Line"
10. "Maybe I'm Amazed"
11. "The Long and Winding Road"
12. "In Spite of All the Danger"
13. "I Will"
14. "Jenny Wren"
15. "For No One"
16. "Fixing a Hole"
17. "English Tea"
18. "I'll Follow the Sun"
19. "Follow Me"
20. "Blackbird"
21. "Eleanor Rigby"
22. "Too Many People"/"She Came in Through the Bathroom Window"
23. "Good Day Sunshine"
24. "Band on the Run"
25. "Penny Lane"
26. "I've Got a Feeling"
27. "Back in the U.S.S.R."
28. "Hey Jude"
29. "Live and Let Die"
30. "Yesterday "
31. "Get Back"
32. "Helter Skelter"
33. "Please Please Me"
34. "Mull of Kintyre" (solo en Toronto)
35. "Let It Be"
36. "Sgt. Pepper's Lonely Hearts Club Band (reprise)"/"The End"